# Воронцова, Анжелина Эрнестовна
Анжели́на Эрне́стовна Воронцо́ва (род. 17 декабря 1991, Воронеж) — российская артистка балета, лауреат международных конкурсов. Солистка балетной труппы Большого театра в 2009—2013 годах, с 2013 года — прима-балерина Михайловского театра (Санкт-Петербург). Заслуженная артистка Российской Федерации (2024).

## Биография
Училась в воронежской гимназии № 4 и занималась художественной гимнастикой, выступала на общероссийских соревнованиях, стала кандидатом в мастера спорта в 10 лет. Профессионально начала заниматься балетом в возрасте 12 лет после того, как оставив спорт, в 2003 году поступила в Воронежское хореографическое училище. Была принята сразу в 3-й класс, поэтому была вынуждена догонять по программе других учеников. На протяжении пяти лет обучения её педагогами были сначала Марина Леонькина, затем Набиля Валитова. После гибели Валитовой (её на улице сбила машина), класс взяла Татьяна Фролова.
В 2007 году участвовала в юношеском конкурсе «Хрустальная туфелька» (Харьков, Украина), где получила первую премию в старшей группе. В 2008 году участвовала в балетном конкурсе «Арабеск» (Пермь, Россия), где выиграла первую премию среди женщин (победителем среди мужчин стал Артём Овчаренко, приехавший на конкурс со своим педагогом Николаем Цискаридзе). Хотя результаты были объявлены вскоре после полуночи, Анжелина и её педагог Татьяна Фролова узнали о победе на конкурсе лишь утром — рассчитывая получить в лучшем случае третье место, они легли спать не дожидаясь решения жюри. В тот год конкурс был посвящён юбилею творческой деятельности Екатерины Максимовой и Владимира Васильева, который так отозвался о конкурсантке:

Анжелина Воронцова произвела фурор! Она настолько яркая, что я до сих пор под впечатлением! У неё прекрасные внешние и физические данные — необыкновенно большой шаг, великолепный подъём, красивые линии. Плюс редкий артистический дар. И в Мариинке, и в Большом театре есть танцовщицы, одарённые физически, но я нигде не видел девочки, которая в 16 лет обладала бы таким артистизмом! Мы уже имеем имя, которое может стать гордостью всего русского балета! Я горжусь, что именно фонд Улановой, который я возглавляю, её отметил, дав ей эту премию. Мне хочется, чтобы каждое её выступление было такой же яркой страницей в истории нашего искусства. И я сделаю всё, чтобы она шаг за шагом становилась более уверенной, сильной, яркой личностью. Считаю, что она уже сейчас запросто способна танцевать партии классического репертуара — «Жизель», «Дон Кихот», «Лебединое озеро». — В. В. Васильев
После победы на конкурсе «Арабеск», в возрасте 16 лет, Анжелина при содействии руководителя балетной труппы театра имени Станиславского и Немировича-Данченко Сергея Филина была принята в Московскую академию хореографии сразу на третий, выпускной курс(согласно договорённости с Филиным планировалось, что после выпуска она присоединится к труппе МАМТ). В 2009 году окончила Московскую академию хореографии по классу педагога Натальи Архиповой и была принята в балетную труппу Большого театра. В выпускном спектакле на сцене Большого театра исполнила главную партию в гран-па из балета «Пахита».
Летом того же года приняла участие в XI Московском конкурсе артистов балета и хореографов, где была удостоена I премии и золотой медали в младшей группе (категория «дуэт»). За всю историю воронежской балетной школы это первая награда подобного уровня.
В первый сезон работы в театре участвовала в постановке балета Владимира Васильева «Заклятие рода Эшеров» на музыку Гордона Гетти, исполнив партию Маделины Эшер. Премьера прошла на Новой сцене Большого театра в рамках Большого фестиваля РНО под руководством М. В. Плетнёва.
В театре педагогом-репетитором Анжелины стал Николай Цискаридзе (единственный случай в современной истории Большого театра, когда педагогом балерины стал мужчина). Цискаридзе также был первым партнёром Воронцовой во время её дебюта в главной партии в спектакле Большого театра: 31 декабря 2009 года в дуэте со своим педагогом, исполнившим партию Принца, Анжелина дебютировала в партии Маши в балете «Щелкунчик». После того, как руководителем балетной труппы стал танцовщик Сергей Филин, Цискаридзе неоднократно выказывал недовольство руководством театра, в том числе из-за положения своей ученицы. Так, он вступил в конфронтацию с педагогическим коллективом Большого театра, когда Воронцовой было отказано в дебюте в партии Одетты-Одиллии в балете «Лебединое озеро» во время гастролей в Париже.
Вскоре после покушения на Сергея Филина в январе 2013 года уволилась из Большого театра.
С июля 2013 года является балериной Михайловского театра. В 2013 году дебютировала в партии Жизели в Казани, на Международном фестивале имени Рудольфа Нуриева (партнёр — Николай Цискаридзе). В 2015 году участвовала в вечере, посвящённом памяти Майи Плисецкой, прошедшем на сцене Большого театра.
В 2019 году участвовала в трансляции и съёмке DVD балета «Баядерка» в редакции Начо Дуато (первая исполнительница партии Никии) на телеканале Mezzo. Неоднократно участвовала в концертах проекта Gala Muses, проходящих на сцене токийского театра Bunka Kaikan (Япония).
В 2021 году состоялся творческий вечер балерины на сцене Михайловского театра Angelina. Friends. Gala с участием звёзд Большого, Михайловского и Мариинского театров, а также Парижской оперы. На этом концерте, транслировавшимся телеканалом «Культура», дебютировала в дуэте «Павлова и Чекетти» в хореографии Джона Ноймайера (партнёр — Николай Цискаридзе).
В 2022 году принимала участие в чествовании Валентина Елизарьева на сцене Большого театра Беларуси, исполнив вместе с Николаем Цискаридзе дуэт «Павлова и Чекетти». В 2023 году участвовала в проекте Илзе Лиепа «Премьера премьер», в рамках которого для неё был создан номер «Рождение» на музыку Сергея Рахманинова.

## Личная жизнь
В прессе утверждалось, что гражданским мужем балерины в годы её работы в Большом театре был Павел Дмитриченко. По сообщениям ряда СМИ, балерина могла быть поводом для покушения на худрука балетной труппы Большого театра Сергея Филина. 21 сентября 2015 года вышла замуж за дирижёра Михаила Татарникова, в марте 2018 года развелись.

## Репертуар

### Большой театр
- 2009 — «Заклятие рода Эшеров» на музыку Г. Гетти, хореография В. Васильева — Маделина Эшер
- 2009/2011 — «Дон Кихот» Л. Минкуса, хореография М. Петипа, А. Горского в редакции А. Фадеечева — вторая вариация в гран па (2009), Повелительница Дриад (2011)
- 2009/2013 — «Баядерка» Л. Минкуса, хореография М. Петипа в редакции Ю. Григоровича — третья вариация в картине «Тени» (2009), большой классический танец (солистка) (2013)
- 2009/2011/2012 — «Лебединое озеро» П. И. Чайковского, хореография Ю. Григоровича, вторая редакция — Русская невеста (2009), Три лебедя, Вальс (2011), Сверстницы принца (2012)
- 31 декабря 2009 — «Щелкунчик» П. И. Чайковского, хореография Ю. Григоровича — Мари
- 2010 — Большое классическое па из балета «Пахита» Л. Минкуса, хореография М. Петипа, постановка и новая хореографическая редакция Ю. Бурлаки — Пахита (дебют состоялся в рамках гала-концерта, посвящённого юбилею Петра Пестова)
- 2010 — «Эсмеральда» Ц. Пуни, хореография М. Петипа, постановка и новая хореография Ю. Бурлаки, В. Медведева — Беранже, подруга Флёр де Лис
- 2010/2011 — «Жизель» А. Адана, хореография Ж. Коралли, Ж. Перро, М. Петипа — две виллисы (2010 — в редакции В. Васильева); подруги Жизели (2011 — в редакции Ю. Григоровича)
- 2010 — «Шопениана» на музыку Ф. Шопена, хореография М. Фокина (возобновление в Большом театре Н. Цискаридзе (2010)) — Мазурка
- 2010 — «Серенада» на музыку П. Чайковского, хореография Дж. Баланчина — солистка
- 2011 — «Спящая красавица» П. И. Чайковского, хореография М. Петипа в редакции Ю. Григоровича — Фея Серебра, Фея Смелости, фрейлины
- 2011 — «Раймонда» А. К. Глазунова, хореография М. Петипа в редакции Ю. Григоровича — Генриетта, подруга Раймонды
- 2011 — «Пламя Парижа» Б. В. Асафьева, постановка А. Ратманского с использованием хореографии В. Вайнонена — Мирей де Пуатье
- 2011 — «Чипполино» К. С. Хачатуряна, хореография Г. Майорова — Магнолия
- 2011 — «Симфония псалмов» на музыку И. Стравинского, хореография И. Килиана — сольная партия — участница премьеры в Большом театре
- 2012 — «Пиковая дама» на музыку Шестой симфонии П. И. Чайковского, хореография Р. Пети — Лиза
- 2012 — «Корсар» А. Адана, хореорафия М. Петипа, постановка и новая хореографическая редакция А. Ратманского и Ю. Бурлаки — па-де-труа одалисок (первая одалиска)
- 2012 — «Бриллианты» (III часть балета «Драгоценности») на музыку П. Чайковского, хореография Дж. Баланчина — сольная партия — участница премьеры в Большом театре
- 2012 — «Иван Грозный» на музыку С. Прокофьева, хореография Ю. Григоровича — вестники победы
- 2013 — «Dream of Dream» на музыку С. Рахманинова в постановке Й. Эло — дуэт
- 2013 — «Коппелия» Л. Делиба, хореорафия М. Петипа и Э. Чеккетти, постановка и новая хореографическая редакция С. Вихарева — Le Travail (Работа)

### Михайловский театр
- 22 июля 2013 — «Пламя Парижа» Б. В. Асафьева, хореография Василия Вайнонена в редакции Михаила Мессерера — Диана Мирейль, затем Жанна
- 17 ноября 2013 — «Лауренсия» А. А. Крейна, хореография Вахтанга Чабукиани в редакции Михаила Мессерера — Лауренсия
- «Щелкунчик» П. И. Чайковского, редакция Николая Боярчикова — Маша
- «Щелкунчик» П. И. Чайковского в постановке Начо Дуато — Маша
- «Спящая красавица» П. И. Чайковского в постановке Начо Дуато — Принцесса Аврора
- «Жизель» А. Адана, хореография Жюля Перро, Жана Коралли, Мариуса Петипа в редакции Никиты Долгушина — Жизель
- «Дон Кихот» Л. Минкуса, хореография Александра Горского в редакции Михаила Мессерера — Китри
- 8 марта 2014 — «Ромео и Джульетта» С. С. Прокофьева, хореография Начо Дуато — Джульетта
- 28 марта 2014 — «Тщетная предосторожность», музыка Луи Герольда в обработке Джона Ланчбери, хореография Фредерика Аштона в редакции Михаила Мессерера и М. О’Хэйра — Лиза
- Март 2014 — «Баядерка» Л. Минкуса, хореография Мариуса Петипа в редакции Владимира Пономарёва и Вахтанга Чабукиани, новая редакция Михаила Мессерера — Гамзатти
- Май 2014 — «Белая тьма» (White darkness), хореография Начо Дуато — солистка
- Июнь 2014 — «Лебединое озеро» П. И. Чайковского, хореография Льва Иванова и Мариуса Петипа в редакции Михаила Мессерера — Одетта и Одиллия
- Сентябрь 2014 — «Класс-концерт», хореография Асафа Мессерера в редакции Михаила Мессерера — солистка
- 2014 — «Привал кавалерии», балет Мариуса Петипа в редакции Петра Гусева — Мария
- Февраль 2015 — «Баядерка» Мариуса Петипа в редакции Михаила Мессерера — Никия
- Сентябрь 2015 — «Корсар», балет Мариуса Петипа в редакции Михаила Мессерера — Гюльнара, затем Медора
- Октябрь 2016 — «Чиполлино», хореография Генриха Майорова — Редисочка
- Ноябрь 2016 — «Сильфида», хореография Августа Бурнонвиля в постановке Эльзы-Марианны фон Розен — Сильфида
- Апрель 2017 — «Белая тьма» Начо Дуато — ведущая партия
- 15 сентября 2017 — «Золушка» С. С. Прокофьева, хореография Ростислава Захарова в редакции Михаила Мессерера —Золушка
- Сентябрь 2018 — «Спартак» А. И. Хачатуряна, хореография Георгия Ковтуна — Валерия
- Февраль 2019 — «Корсар», балет Мариуса Петипа в редакции Фаруха Рузиматова — Медора
- Октябрь 2019 — «Баядерка» Л. Минкуса в постановке Начо Дуато — Никия (первая исполнительница)
- Октябрь 2020 — «Коппелия» Л. Делиба, редакция Михаила Мессерера —Сванильда
- Сентябрь 2021 — «Конёк-Горбунок» Р. К. Щедрина, хореография Александра Радунского в редакции Михаила Мессерера — Царь-Девица
- Октябрь 2021 — «Лебединое озеро» П. И. Чайковского в постановке Начо Дуато — Одетта-Одиллия (первая исполнительница)
- Декабрь 2021 — «Павлова и Чекетти», дуэт из балета «Щелкунчик» в постановке Джона Ноймайера (партнёр — Николай Цискаридзе)
- Октябрь 2022 — «Новый „Дон-Кихот“ Идальго из Ла-Манчи» в постановке Начо Дуато — Китерия (первая исполнительница)

### Гастроли, концерты
- «Большое классическое па», па-де-де на музыку Даниэля Обера, хореография Виктора Гзовского
- Па-де-де Одиллии и принца Зигфрида из III акта балета «Лебединое озеро», хореография Юрия Григоровича (гала-концерт в Большом театре)
- 16 мая 2013 — «Жизель» А. Адана, хореография Ж. Коралли, Ж. Перро, М. Петипа в редакции В. Васильева — Жизель (дебют в партии на сцене Татарского театра оперы и балета в рамках XXVI Международного фестиваля классического балета имени Рудольфа Нуриева в Казани
- 27 июня 2013 — выступление в гала-концерте «Звёзды мирового балета Опералия 2013» (Астана)
- «Клеопатра» в постановке Морихиро Иваты
- «Искусство фуги»
- Июль 2017 — «Спящая красавица» в постановке Начо Дуато — Аврора ([где?])

#### Новосибирский театр оперы и балета
- Июнь 2018 — «Лебединое озеро» (Одетта—Одиллия), «Баядерка» (Никия)
- Март 2021 — «Спартак», хореография Юрия Григоровича — Эгина
- Ноябрь 2021 — «Собор Парижской Богоматери» Мориса Жарра, хореография Ролана Пети — Эсмеральда
- Ноябрь 2019 — «Бриллианты» Джорджа Баланчина — солистка

## Премии и награды
- 2006 — Стипендиат Фонда Галины Улановой (педагог Н. Г. Валитова)
- 2007 — Лауреат I премии юношеского Международного конкурса «Хрустальная туфелька» (категория «соло») (Харьков, Украина)
- 2008 — Лауреат I премии Международного конкурса «Арабеск» (категория «соло») (Пермь)
- А также в том же году на Международном конкурсе «Арабеск» (Пермь):
  - Приз Натальи Макаровой «Лучшая танцовщица конкурса»
  - Приз за лучшее исполнение номера современной хореографии (разделила с пермской участницей конкурса)
  - Приз Дома Дягилева «Надежда России»
  - Диплом жюри прессы «Открытие конкурса»
- Лето 2009 — Золотая медаль и I премия XI Московского международного конкурса артистов балета и хореографов (младшая группа, категория «дуэт»)
- 2009 — Премия Союза театральных деятелей РФ «Экзерсис», вручаемая студентам выпускных курсов хореографических училищ «за успешное постижение профессии артиста балета» (за исполнение заглавной партии в Гран па из балета «Пахита», спектакль МГАХ)
- 2009 — Молодёжный грант премии «Триумф»
- 2014 — Премия «Душа танца» в номинации «Звезда»
- 2019 — Молодёжная премия Санкт-Петербурга в области художественного творчества в номинации «За достижения в области сценического творчества»
- 2024 — Заслуженная артистка Российской Федерации (8 февраля 2024 года) — за большой вклад в развитие отечественной культуры и искусства, многолетнюю плодотворную творческую деятельность[14]
- 2025 — Российская национальная актерская премия имени Андрея Миронова «Фигаро»[15]